# انانترام، شمیرپت مندال
انانترام، شمیرپت مندال (به انگلیسی: Anantharam, Shamirpet mandal) یک منطقهٔ مسکونی در هند است که در آندرا پرادش واقع شده‌است.